# 人口経済学
人口経済学（じんこうけいざいがく、英: population economics）とは人口統計学の分析法を用いた応用経済学である。
人口経済学の研究範囲には以下のようなものがある。
- 結婚と出生率
- 家族
- 離婚
- ある疾病の罹患率と回復率・死亡率
- 酒、タバコなどへの依存率
- 移民
- 人口増加率
- 人口の規模
- 公共政策
- 人口爆発から安定・減少への人口推移

その他の研究範囲に、人生の価値、高齢者や障がい者の経済や、性別、人種、マイノリティーや失業者に対する差別の経済などがある。人口経済学の研究範囲の中には、労働経済学へ援用することが出来る研究や、他の経済学と密接な関係がある研究も存在する。